# Gangloffsömmern
Gangloffsömmern est une commune allemande de Thuringe, située dans l'arrondissement de Sömmerda. Le village appartient à la communauté d'administration de Straußfurt.

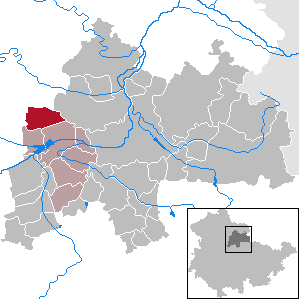
Situation de Gangloffsömmern (en rouge) dans l'arrondissement de Sömmerda

## Jumelage
- Espenau (Allemagne) depuis le 27 février 1993[1]